# 帕维尔·德边科
帕维尔·叶菲莫维奇·德边科（俄語：Па́вел Ефи́мович Дыбе́нко，1889年2月16日（28日）—1938年7月29日）是苏联高级军事将领、波羅的海舰队中央委員會首任主席、中亚军区司令、伏尔加河沿岸军区司令、列宁格勒军区司令，他还是苏联军事革命委员会、苏联中央执行委员会的成员。1938年遭到逮捕枪决。1956年平反。